# Klüschen Hagis

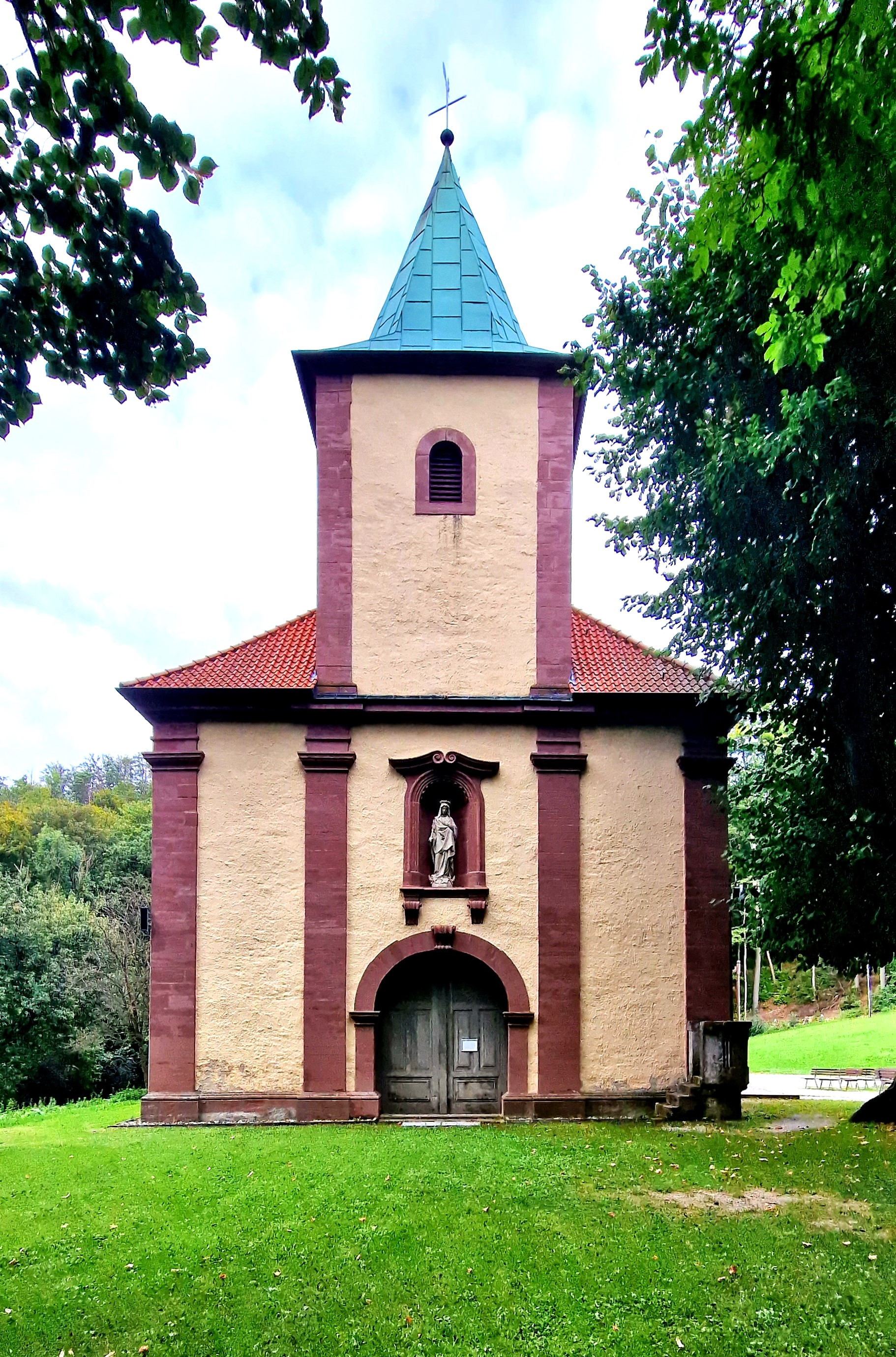
St. Mariä Heimsuchung

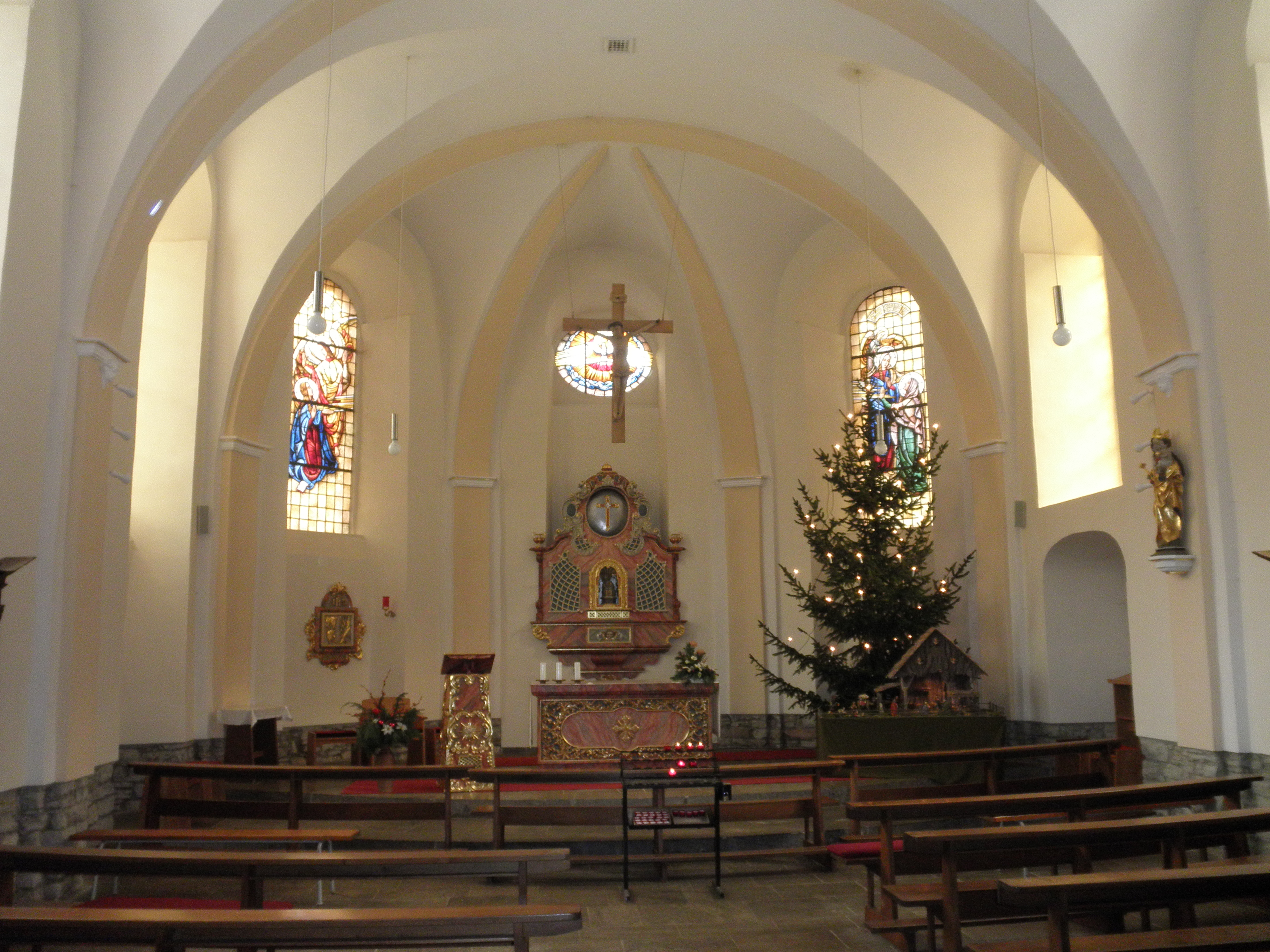
Altar der Kirche

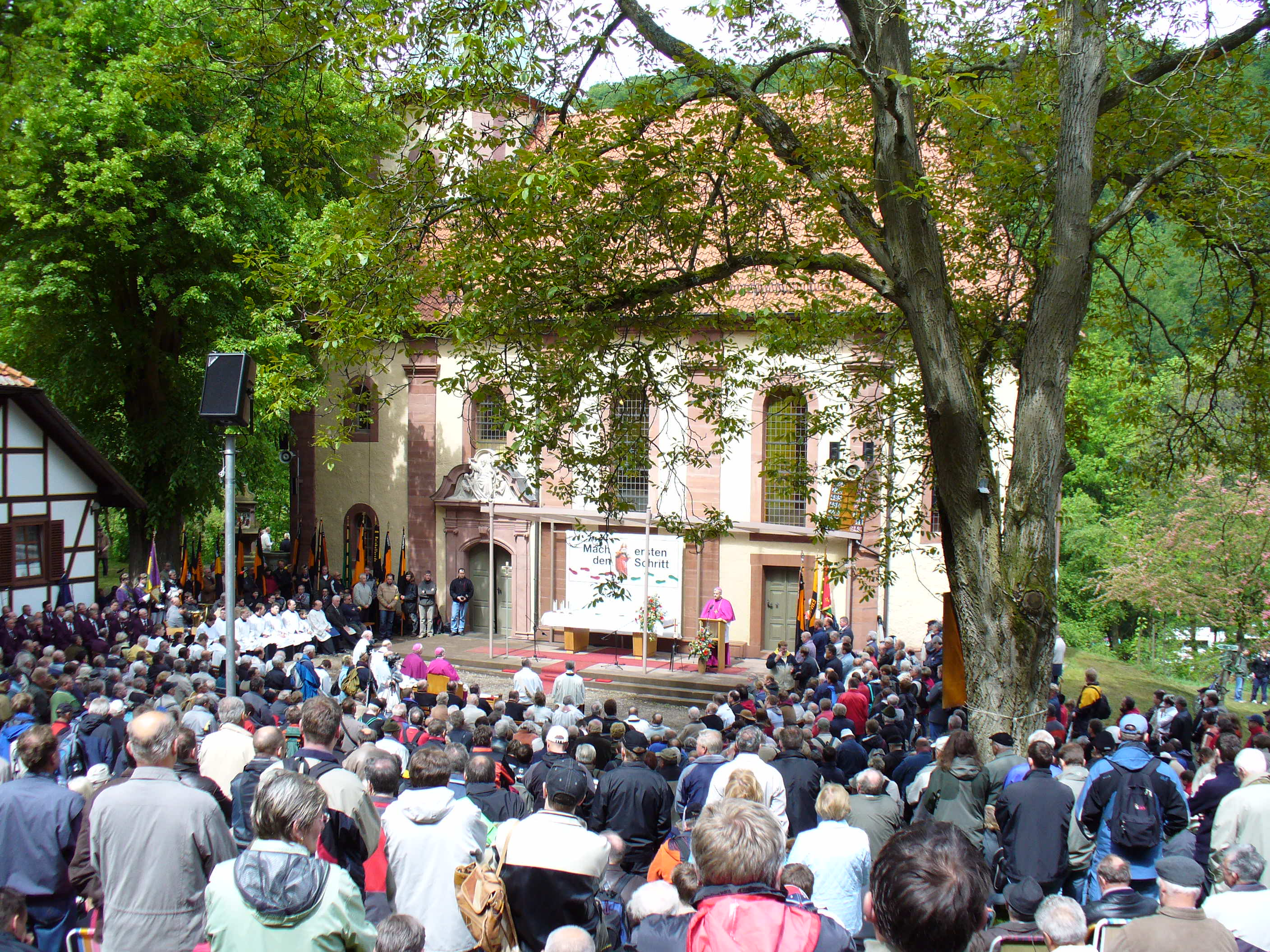
Männerwallfahrt 2007 zum Klüschen Hagis

Die kleine katholische Wallfahrtskirche Klüschen Hagis (Aussprache: Klüs’chen) liegt zwischen Wachstedt und Martinfeld bei Dingelstädt im Eichsfeld, im heutigen Freistaat Thüringen, unweit der Burg Gleichenstein. Der Name, ursprünglich „Klus Hagis“, bedeutet „kleine Klause des Hagens“. Er erinnert einerseits an die Eremitenklause, die von 1573 bis 1620 neben der heutigen Kirche stand, andererseits an den ehemaligen Ort Neuenhagen.

## Lage
Die Wallfahrtsstätte befindet sich in einem kleinen Waldtal am nördlichen Rand des Westerwaldes an der Landesstraße L2022 zwischen Wachstedt und Martinfeld auf einer Höhenlage von etwa 370 m. Eingerahmt wird das Tal vom Bornberg (463,4 m) mit dem Bergsporn Schlossberg im Norden, dem durch kleine Seitentäler (Kümmelgrund, Kurzer Grund, Langer Grund) gegliederten Plateau der Eichsfelder Höhe (ca. 470 m) im Osten und der Thomasbrücke (ca. 470 m) im Süden. Ein kleiner Bach wird von mehreren Quellen (u. a. dem Klüschenborn und dem Eselsborn) gespeist, der vor Martinfeld in die Rosoppe mündet.

## Geschichte
Zwischen 1100 und 1300 wurde das Klüschen Hagis als Dorfkirche des Ortes Neuenhagen unterhalb der Burg Gleichenstein erbaut. 1358 wurden 22 Familien gezählt, die vermutlich Bedienstete der Burg waren. Der Ort wurde im späten Mittelalter zu einer Wüstung, es blieben nur die Kirche und der Name Hagen erhalten. Seit dem 16. Jahrhundert ist die Wallfahrt zu der Pietà aus dem 13. Jahrhundert bezeugt, die sich in der Kirche befindet. 1711 wird erstmals das Wort Hagis anstelle von Hagen verwendet. Die Kirche wurde aufgrund der Beliebtheit der Wallfahrt vergrößert und von 1751 bis 1771 barockisiert. Aufgrund der Zugehörigkeit zum Kurfürstentum Mainz blieb das Eichsfeld und somit auch Klüschen Hagis römisch-katholisch, von 1815 bis 1945 war es Teil der preußischen Provinz Sachsen. Seit 1820 hat Klüschen Hagis keinen eigenen Pfarrer und wird von St. Michael Wachstedt aus betreut. 1850 wurden nochmals ein neues Pfarrhaus errichtet.
An der Westseite der Kapelle befindet sich eine zwischen 1907 und 1910, aus Sandstein, von Wilhelm Albermann (1835–1913) gestaltete Immaculata, die die Gesichtszüge seiner Tochter Christine Albermann trägt.

## Heutige Wallfahrten zum Klüschen Hagis
Die größte Wallfahrt ist die Männerwallfahrt am Himmelfahrtstag, zu der tausende Katholiken aus der Region nach Klüschen Hagis strömen. Sie wurde im Jahre 1957 vom katholischen Männerseelsorger für das Eichsfeld, Prälat Ernst Göller (1906–1996), ab 1945 Rektor am Bergkloster der Heiligenstädter Schulschwestern, ins Leben gerufen. Sie galt in der einstigen DDR als eine der eindrucksvollsten Glaubenskundgebungen. Auch bei unbeständigem Wetter kamen zwischen zehn- und zwanzigtausend Männer zur Kapelle Hagis. Rektor Göller – der auch auf dem Katholikentag 1958 in Ost-Berlin eine mutige Predigt hielt – rief einmal den Männern zu: „Wir sind keine Schön-Wetter-Christen mit Bügelfalten im Anzug, sondern Männer, die es ernst meinen mit ihrer Kirche und dem Glauben.“ Weitere Wallfahrten sind die Klüschenwallfahrt „Mariä Heimsuchung“ und die Trachtenwallfahrt im Juli, die Rentnerwallfahrt im September sowie die Magdeburger Fußwallfahrt, die jährlich zum Fest Mariä Himmelfahrt am 15. August im Klüschen endet.